# Fadenkreuzokular
Das Fadenkreuzokular ist eine Sonderform des Okulars, wie es zum Beispiel in der beobachtenden Astronomie an Teleskopen eingesetzt wird. Es wird zum Anvisieren und mittig-Halten eines Objekts verwendet. Charakteristisch ist seine als Fadenkreuz ausgeführte Strichplatte.

## Typen
Es gibt Fadenkreuzokulare mit einfachem Fadenkreuz und mit doppeltem Fadenkreuz oder mit verschiedenen Einstell- und Messhilfen. Viele Fadenkreuzokulare lassen sich auch beleuchten.

## Aufbau

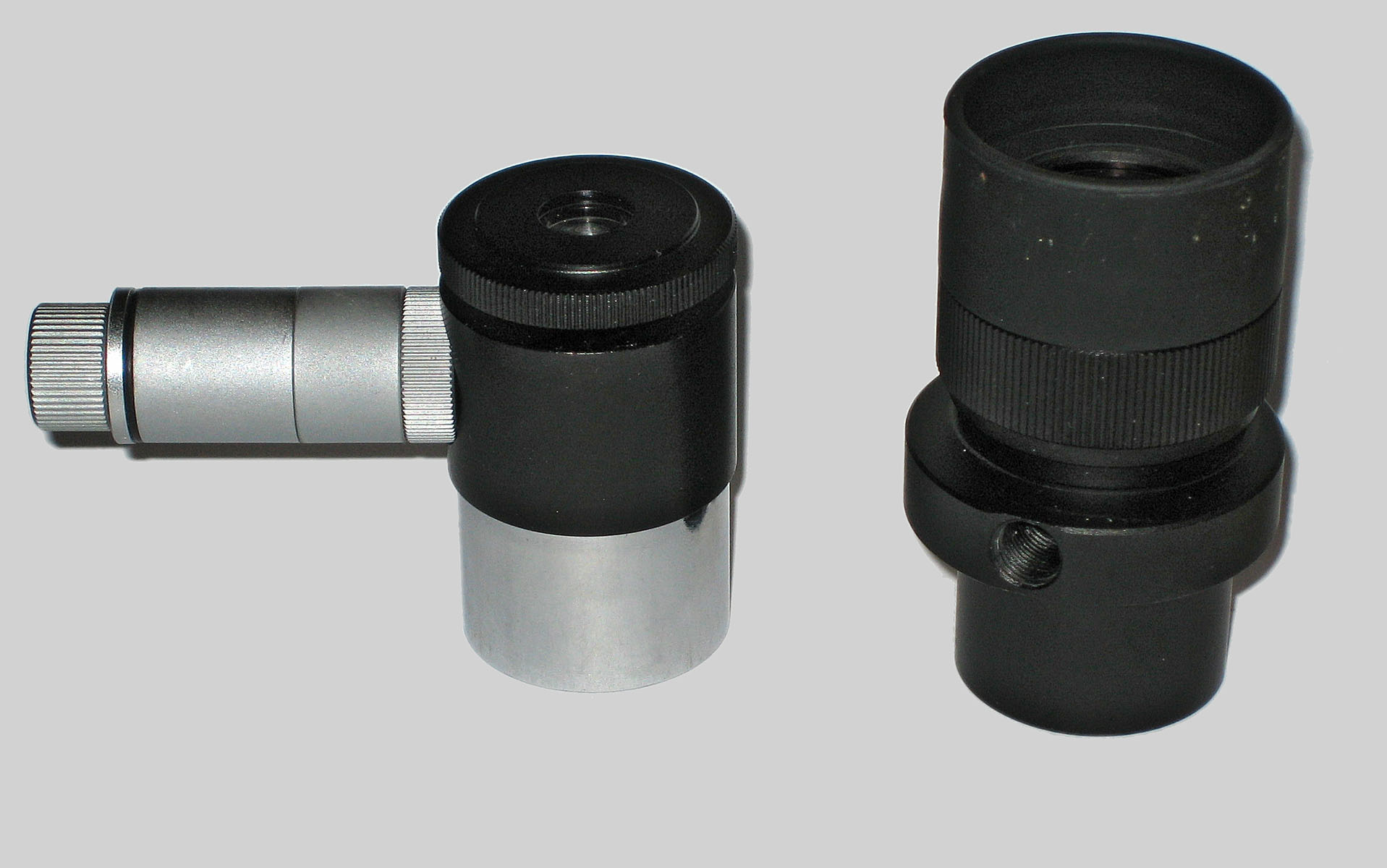
Zwei Fadenkreuzokulare (links beleuchtet)

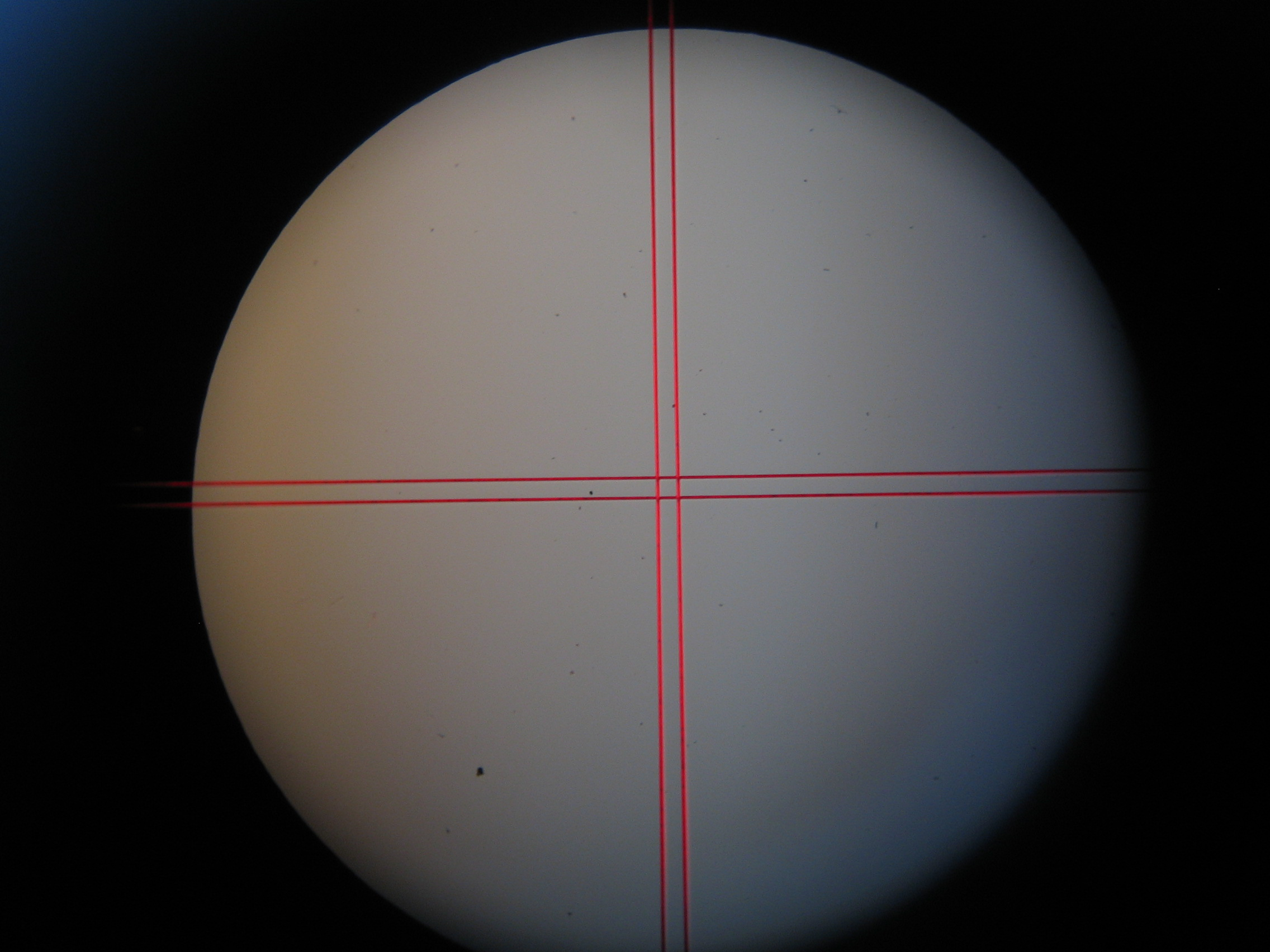
Doppeltes Fadenkreuz, beleuchtet

Äußerlich unterscheidet sich ein Fadenkreuzokular kaum von einem gewöhnlichen Okular. Auch seine sonstigen optischen Werte wie Brennweite und Gesichtsfeld sind wie die normaler Okulare verschieden. Zusätzlich ist beim Fadenkreuzokular jedoch noch ein Fadenkreuz aus Draht vor der feldseitigen Linse aufgespannt oder es ist in einer zusätzlichen Glasfläche eingeritzt oder -geätzt. Um dieses Fadenkreuz scharf sehen zu können, ist die Augenlinse des Okulars einstellbar; ihr Abstand zu den restlichen Okularlinsen kann durch Drehen verändert werden. Dadurch ändert sich jedoch auch die Gesamtschärfe, welche anschließend wieder korrigiert werden muss. Da viele Fadenkreuzokulare beleuchtbar sind, ist bei jenen noch eine seitliche Bohrung und ein Gewinde vorhanden.

## Anwendung

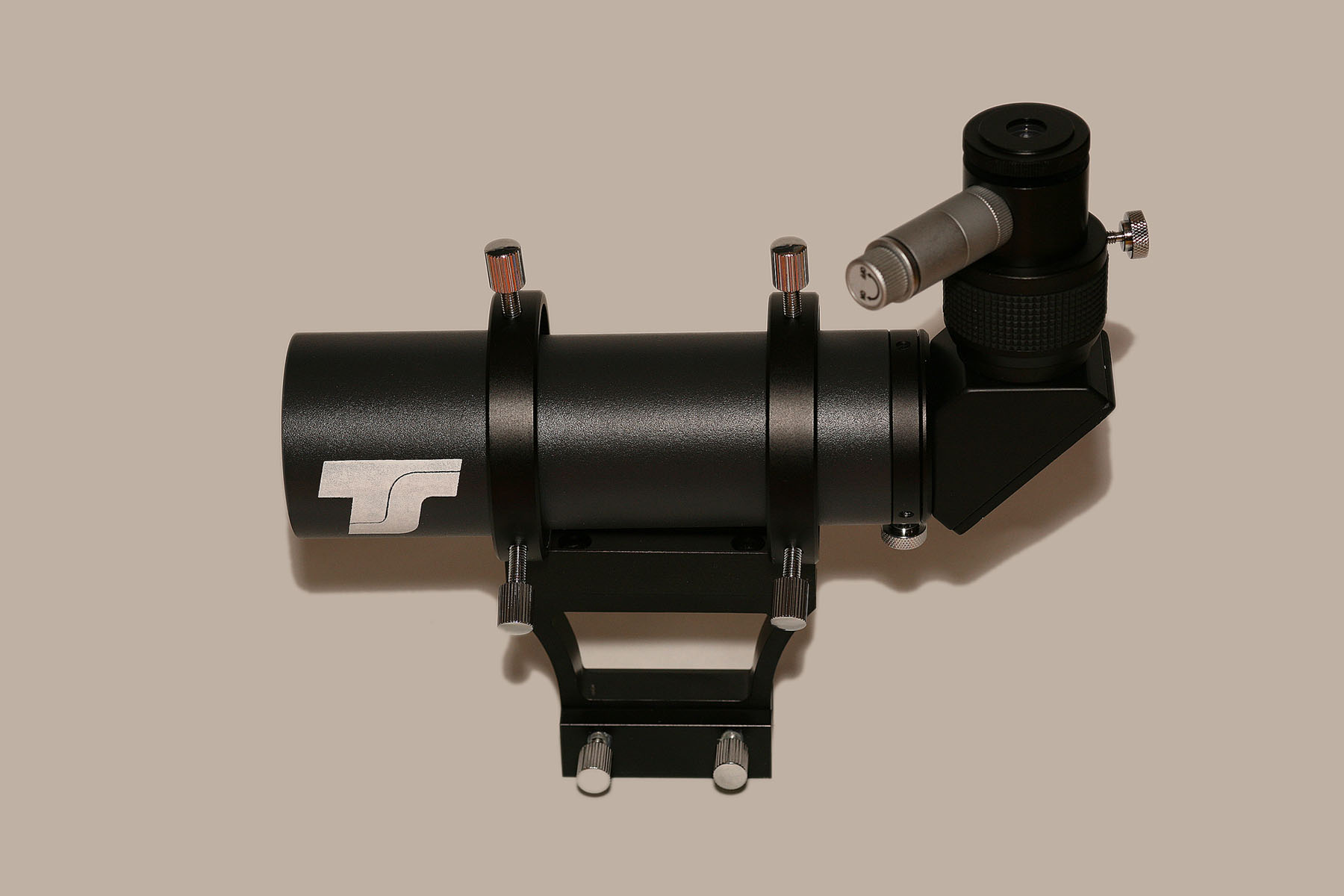
Kleines Leitrohr mit beleuchtetem Fadenkreuzokular

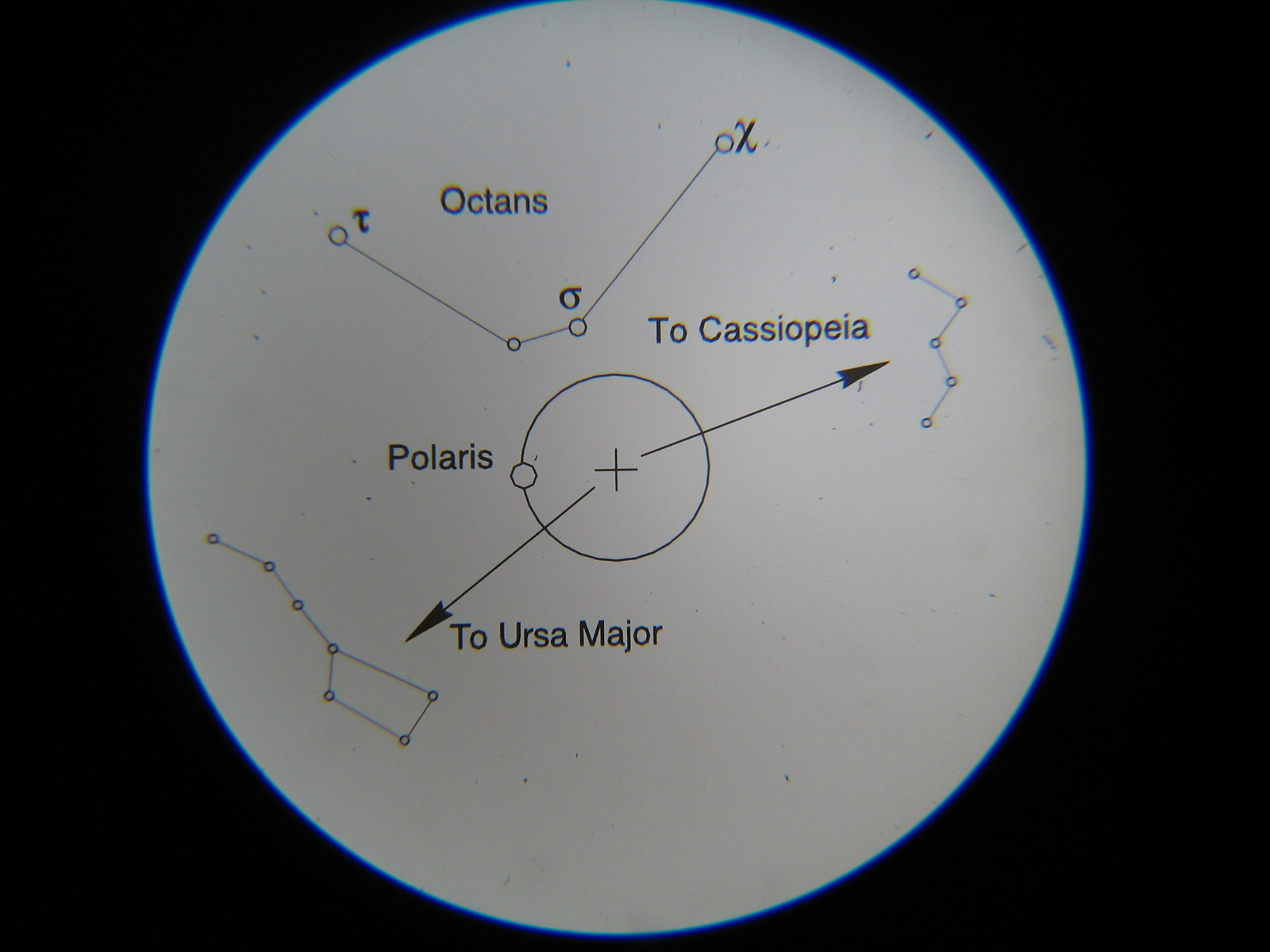
Markierungen in einem Polsucher

In der Astronomie werden Fadenkreuzokulare entweder benutzt, um mit schwacher Vergrößerung das Zielgebiet exakt in der Bildmitte zu positionieren; in diesem Fall verschwindet anschließend bei stärkerer Vergrößerung das Objekt nicht aus dem Blickfeld. Oder Fadenkreuzokulare werden an einem zweiten Fernrohr, einem sog. Leitrohr eingesetzt. Während am Hauptinstrument häufig fotografische Aufnahmen gemacht werden, wird über das Leitrohr versucht einen Stern in der Nähe des Objekts des Hauptrohres mittig zu halten. Bei einem Okular mit doppeltem Fadenkreuz ergibt sich in der Mitte ein kleines, quadratisches Feld; Dort kann solch ein Leitstern gehalten werden und sein Abdriften fällt rasch auf, da die Helligkeit des Sterns hinter dem Draht stark absinkt. Da bei einem einfachen Fadenkreuz der Stern in der genauen Mitte durch die Drahtkreuzung verdeckt würde, sind in der Astronomie die Okulare mit Doppelfäden praktischer. Muss man bei einem Okular mit einfachem Fadenkreuz einen Stern zentrieren, verstellt man den Fokus zu einer leichten Unschärfe. Dadurch vergrößert sich der Sternendurchmesser auf ein Scheibchen und dessen Licht scheint bei idealer Deckung an beiden Fäden am Kreuzungspunkt vorbei.
Das Okular wird üblicherweise an seinem Sockel so verdreht, dass einer der Fäden (bzw. eines der Fädenpaare) parallel zur Bewegungsrichtung des Himmels ausgerichtet ist. Ist das Fadenkreuz ausgerichtet, lassen sich kleine Fehler in der Querachse leicht entdecken und korrigieren.
Eine Sonderform des Fadenkreuzokulars findet sich im Polsucher. Hier ist ein Ring statt eines Kreuzes eingefügt. Auf dem Radius dieses Ringes sitzt eine Markierung. In dieser wird über die Einstellung von Polhöhe und Azimut der Polarstern positioniert und anschließend ist die Rektaszensionsachse des Teleskops recht genau auf den Himmelsnordpol eingerichtet.

## Beleuchtung

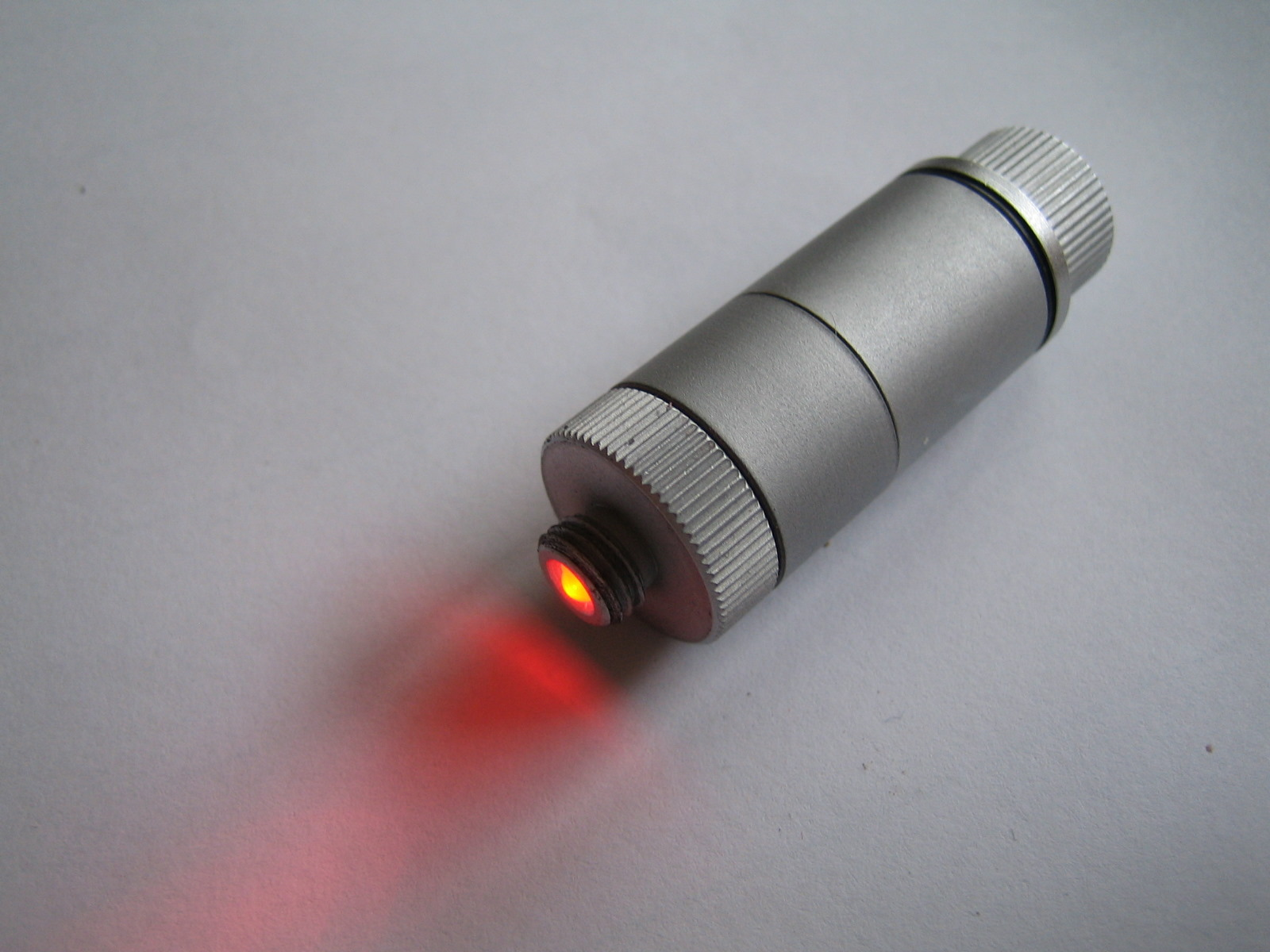
Beleuchtung

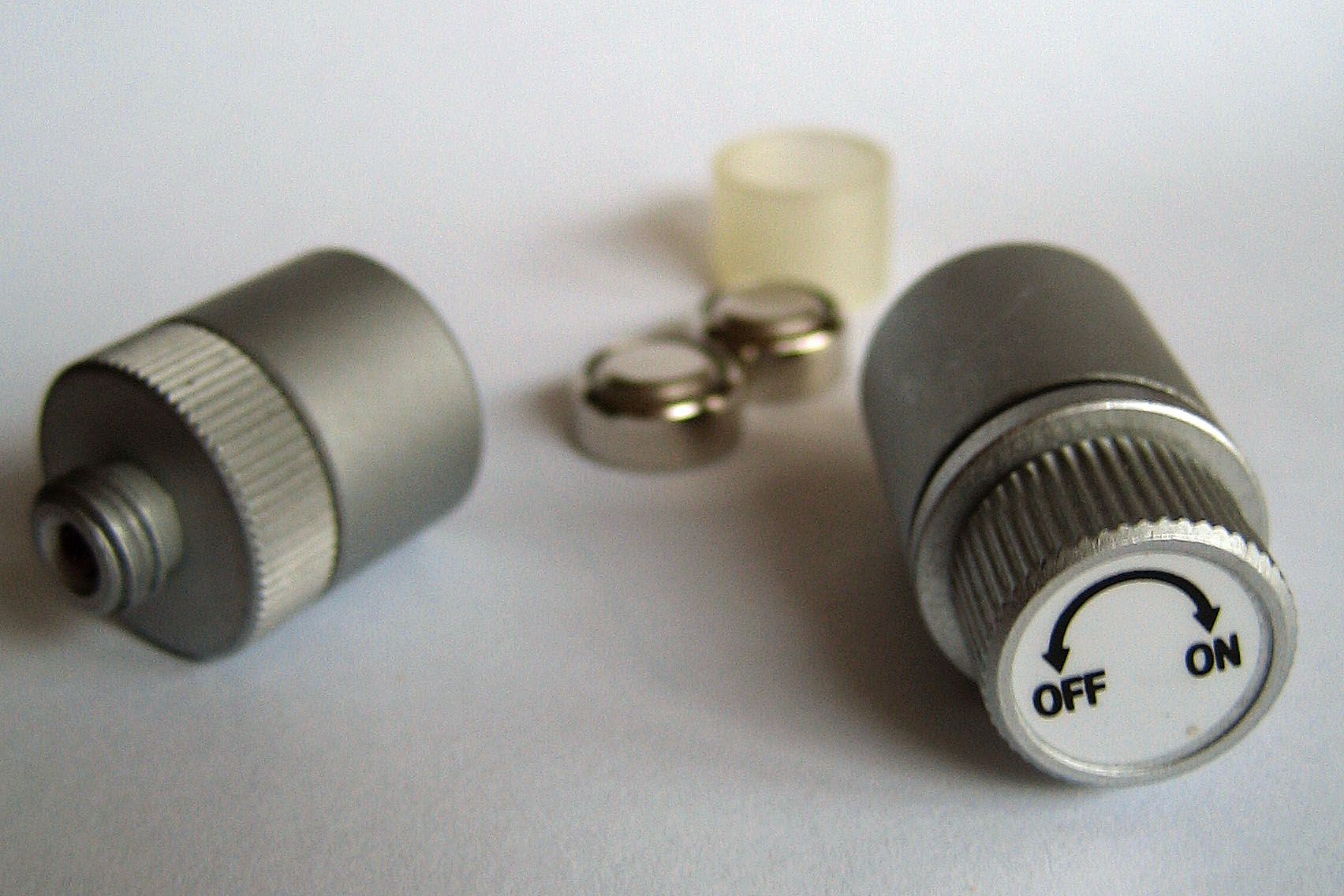
Beleuchtung, Einzelteile

Die Beleuchtung des Fadenkreuzes erfolgt durch einen seitlich angebrachten Schlitz, der auf Höhe der Drähte angebracht ist. Die Beleuchtung erfolgt meist in Form einer Art winzigen Taschenlampe, welche abnehmbar ist und an den Schlitz angeschraubt wird. Im Innern dieses Beleuchtungsteils befinden sich vorne eine rote LED, dahinter die Batterien (Knopfzellen) und an der Rückseite ein Schalter mit Helligkeitsregelung. Die Farbe Rot der LED verhindert, dass sich die Empfindlichkeit der Augen reduziert.
Häufig ist der Einstellbereich für die Helligkeit jedoch zu gering mit dem Ergebnis, dass die Beleuchtung auch in der schwächsten Einstellung immer noch zu hell ist. Dann hilft eine Änderung der Versorgungsspannung nach unten. So sind beispielsweise in der im Bild gezeigten Leuchte bei Auslieferung drei Knopfzellen zu je 1,5 Volt Spannung verbaut. Verwendet man stattdessen jedoch nur zwei, dafür etwas dickere Knopfzellen, so ist die maximale Spannung von 4,5 Volt auf 3 Volt reduziert, was den Einstellbereich der Helligkeit nach unten erweitert.